# Amastris concolor
Amastris concolor är en insektsart som beskrevs av Broomfield 1976. Amastris concolor ingår i släktet Amastris och familjen hornstritar. Inga underarter finns listade i Catalogue of Life.